# Purpurstern
Der Purpurstern (Echinaster sepositus) ist eine Seesternart aus der Familie der Echinasteridae. Er bewohnt das Mittelmeer und den östlichen Atlantik von Kap Verde bis zur Bretagne. Man findet ihn in Tiefen zwischen 1 und 1000 m meist auf Fels- und Kalkalgenböden. 

## Beschreibung
Er ist durch seine kräftige rote Farbe sehr auffällig. An der eher kleinen Scheibe sitzen meist fünf, seltener auch sechs oder sieben runde Arme mit einer Länge von 8 bis 15 cm. Die Ambulacralrinne an der Unterseite ist verschließbar, was die Rundung der Arme zusätzlich betont. Die Skelettplatten und die Stacheln von bis zu 1,5 mm Länge werden von der drüsenreichen Haut völlig verdeckt.

## Nachweise
- Das moderne Tierlexikon. Verlagsgruppe Bertelsmann, Band 8, 1981